# FIDE Grand Swiss 2023
Il FIDE Grand Swiss 2023 è stato un torneo di scacchi che si è disputato a Douglas, nell'Isola di Man dal 25 ottobre al 5 novembre del 2023. La competizione era parte del ciclo mondiale 2023-2024 e dava diritto alla partecipazione al Torneo dei candidati 2024 ai primi due classificati. Il torneo è stato vinto dal grande maestro indiano Vidit Gujrathi. Insieme a lui si è qualificato per i Candidati il grande maestro statunitense Hikaru Nakamura.
Come nella precedente edizione, l'evento si è svolto in concomitanza del torneo femminile.

## Criteri di qualificazione
Sono stati invitati al torneo i primi 100 della Classifica mondiale FIDE nell'aggiornamento di giugno 2023. Ai quali si sono aggiunti:
- La campionessa del mondo in carica - Ju Wenjun;
- Un giocatore per ogni zona continentale, stabilito da ognuno dei presidenti di zona - 4 giocatori;
- Wild card della FIDE - 4 giocatori;
- Wild card degli organizzatori - fino a 5 giocatori.

Successivamente la FIDE si è riservata il diritto di invitare almeno 3 giocatori dai primi sedici classificati della Coppa del Mondo di Baku e un giocatore non ancora qualificato dal ranking mondiale di settembre 2023.
Tutti i giocatori dovevano aver svolto almeno 10 partite in tornei standard negli ultimi 12 mesi o essere risultati attivi per 6 aggiornamenti su 12.

## Formato
Il torneo era un sistema svizzero di 11 turni. Il tempo di gioco era di 100 minuti per le prime 40 mosse, 50 minuti aggiuntivi per le successive 20 mosse, 15 minuti dalla 61ª mossa alla fine dell'incontro. Incremento di 30 secondi a mossa da mossa 1. Le patte d'accordo sono vietate sino alla 30ª mossa.

### Spareggio tecnico
In caso di parità in classifica di due o più giocatori all'ultimo turno, i criteri di spareggio sono i seguenti:
- La media del rating degli avversari incontrati - AROC 1
- Bucholz Cut 1;
- Bucholz;
- Scontri diretti;
- Sorteggio.

### Montepremi
Il montepremi totale era di 460 000 dollari, distribuiti nel modo seguente:
| P. | Premio     | P.         | Premio     |
| -- | ---------- | ---------- | ---------- |
| 1º | 80 000 USD | 9º         | 15 000 USD |
| 2º | 60 000 USD | 10º        | 12 500 USD |
| 3º | 40 000 USD | 11º-15º    | 8 000 USD  |
| 4º | 35 000 USD | 16º-20º    | 5 000 USD  |
| 5º | 30 000 USD | 21º-25º    | 3 000 USD  |
| 6º | 25 000 USD | 26º-30º    | 2 500 USD  |
| 7º | 20 000 USD | 31º-30º    | 2 000 USD  |
| 8º | 18 000 USD | 18 000 USD | 18 000 USD |

## Classifica
Classifica finale (prime dieci posizioni):
| P. | Nome                      | Elo  | Punti | MElo |
| -- | ------------------------- | ---- | ----- | ---- |
| 1  | Vidit Gujrathi (IND)      | 2717 | 8,5   | 2671 |
| 2  | Hikaru Nakamura (USA)     | 2780 | 8,0   | 2687 |
| 3  | Andrej Esipenko (FIDE)[4] | 2683 | 7,5   | 2702 |
| 4  | Arjun Erigaisi (IND)      | 2712 | 7,5   | 2681 |
| 5  | Vincent Keymer (DEU)      | 2717 | 7,5   | 2673 |
| 6  | Parham Maghsoodloo (IRN)  | 2707 | 7,5   | 2660 |
| 7  | Anish Giri (NLD)          | 2760 | 7,5   | 2657 |
| 8  | Javokhir Sindarov (UZB)   | 2658 | 7,0   | 2707 |
| 9  | Aleksandr Predke (SRB)    | 2656 | 7,0   | 2702 |
| 10 | Fabiano Caruana (USA)     | 2786 | 7,0   | 2684 |